# Empis otchontengriensis
Empis otchontengriensis är en tvåvingeart som beskrevs av Shamsev 2001. Empis otchontengriensis ingår i släktet Empis och familjen dansflugor.
Artens utbredningsområde är Mongoliet. Inga underarter finns listade i Catalogue of Life.